# زاك نيلسون (كاتب)
زاك نيلسون (بالإنجليزية: Zach Nelson)‏ هو منتج أفلام وكاتب سيناريو أمريكي، ولد في 5 أغسطس 1975.